# Луїс Ернандес
Луї́с Ерна́ндес (ісп. Luis Hernández, нар. 22 грудня 1968, Веракрус) — мексиканський футболіст, нападник.

## Клубна кар'єра
У дорослому футболі дебютував 1990 року виступами за команду клубу «Крус Асуль», в якій провів один сезон, взявши участь у 18 матчах чемпіонату.
Згодом з 1991 по 1994 рік грав у складі команд клубів «Керетаро» та «Монтеррей».
Своєю грою за останню команду привернув увагу представників тренерського штабу клубу «Некакса», до складу якого приєднався 1994 року. Відіграв за команду з Агуаскальєнтеса наступні три сезони своєї ігрової кар'єри. Більшість часу, проведеного у складі «Некакси», був основним гравцем атакувальної ланки команди.
Протягом 1997–2001 років захищав кольори клубів «Бока Хуніорс», «Некакса», «УАНЛ Тигрес» та «Лос-Анджелес Гелаксі». Протягом цих років виборов титул володаря Кубка чемпіонів КОНКАКАФ.
2000 року уклав контракт з клубом «Америка», у складі якого провів наступні два роки своєї кар'єри гравця.
З 2003 по 2004 рік продовжував кар'єру в клубах «Веракрус» та «Хагуарес Чьяпас».
Завершив професійну ігрову кар'єру у нижчоліговому клубі «Лобос БУАП», за команду якого виступав протягом 2004–2005 років.

## Виступи за збірну
1995 року дебютував в офіційних матчах у складі національної збірної Мексики. Протягом кар'єри у національній команді, яка тривала 8 років, провів у формі головної команди країни 90 матчів, забивши 35 голів.
У складі збірної був учасником двох чемпіонатів світу — 1998 року у Франції та 2002 року в Японії і Південній Кореї
Учасник трьох розіграшів Золотого кубка КОНКАКАФ, на двох з яких (у 1996 та 1998 роках) мексиканці ставали континентальними чемпіонами.
Брав участь у двох розіграшах Кубка Конфедерацій — 1997 року та переможного для збірної Мексики розіграшу 1999 року.
Також разом з національною командою двічі запрошувався до участі у Копа Америка — 1997 року до Болівії та 1999 року до Парагваю. Обидва рази виборював «бронзу» південноамериканської першості.

## Статистика

### Національна збірна[1]
| Збірна Мексики | Збірна Мексики | Збірна Мексики |
| Роки           | Ігри           | Голи           |
| -------------- | -------------- | -------------- |
| 1995           | 5              | 2              |
| 1996           | 6              | 0              |
| 1997           | 21             | 10             |
| 1998           | 16             | 14             |
| 1999           | 18             | 6              |
| 2000           | 9              | 2              |
| 2001           | 4              | 1              |
| 2002           | 6              | 0              |
| Загалом        | 85             | 35             |

## Титули і досягнення
- Чемпіон Мексики (3):

«Некакса»: 1994-95, 1995-96, 1998
- Володар Кубка Мексики (1):

«Некакса»: 1994-95
- Володар Суперкубка Мексики (1):

«Некакса»: 1995
- володар Кубка чемпіонів КОНКАКАФ (1):

«Лос-Анджелес Гелаксі»: 2000
- Срібний призер Панамериканських ігор: 1995
- Переможець Золотого кубка КОНКАКАФ: 1996, 1998
- Переможець Кубка конфедерацій: 1999
- Бронзовий призер Кубка Америки: 1997, 1999